# Joan Camps i Mas
Joan Camps i Mas (Barcelona, 1883 - Barcelona, 21 d'abril de 1921) fou un remador i futbolista català de començaments de segle xx.

## Trajectòria
Fou fill de Josep Camps i Mello i de Paula Mas i Menós, ambdós naturals de Barcelona.
Fou un remador català, membre del Reial Club de Regates de Barcelona, del qual també formà part de la junta directiva. Va participar en els Jocs Olímpics d'Estiu de 1900 en la modalitat de rem, en la categoria de quatre amb timoner. Guanyà tres Campionats d'Espanya al principi del segle xx, el darrer en la categoria de vuit amb timoner. Presidí la Federació Espanyola de Societats de Rem i el Reial Club Marítim de Barcelona.
També fou futbolista i va jugar al CE Sabadell, on arribà a disputar un partit amistós amb el Barça l'any 1904. Va morir jove, l'any 1921. Posteriorment es van organitzar diversos trofeus nàutics en honor seu.
Morí solter el 21 d'abril de 1921 a Barcelona.